# Coca-Cola
Coca-Cola is het merk cola van de The Coca-Cola Company, met diverse varianten van een koolzuurhoudende frisdrank. De basisversie (classic / original taste) is suikerhoudend. Coca-Cola is sinds 1893 als handelsmerk geregistreerd. Inmiddels zijn het logo, de flessen en de drank samen een wereldwijd bekend icoon voor de Amerikaanse levensstijl. Coca-Cola is in de meeste landen ter wereld te koop. Overal past de producent zijn marketingstrategieën met grote volhardendheid toe. Dit heeft ervoor gezorgd dat het product vaak gezien wordt als het symbool van de Verenigde Staten, zowel als belichaming van de American Dream alsook als symbool van het "Yankee-imperialisme".

## Geschiedenis

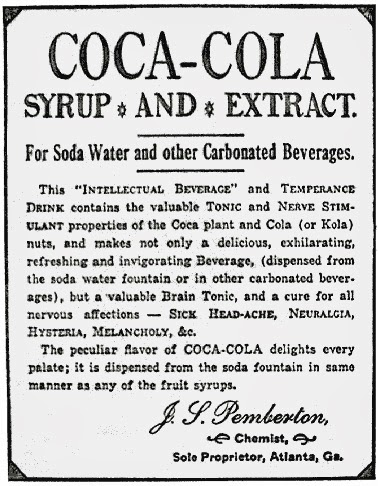
Advertentie uit 1886, het jaar dat Coca-Cola is bedacht

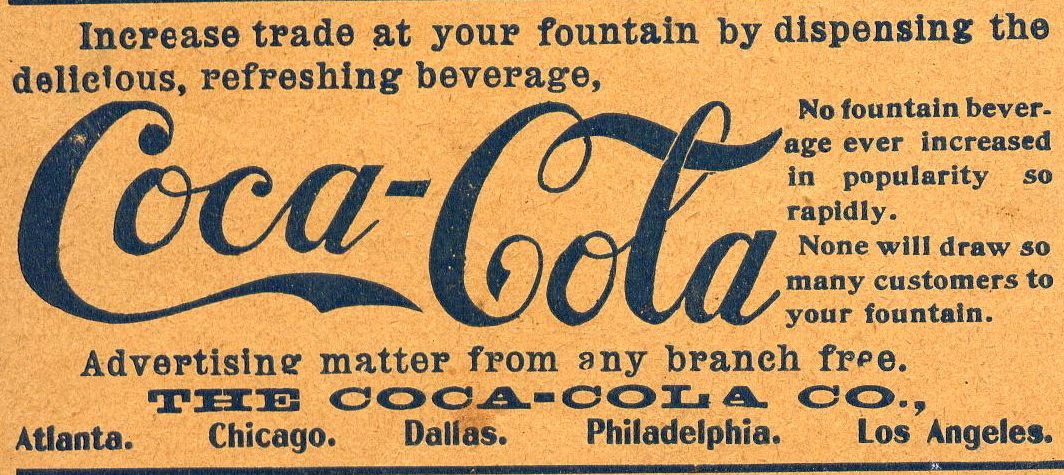
Reclame op de voorpagina van American Druggist Magazine, 22 oktober 1900

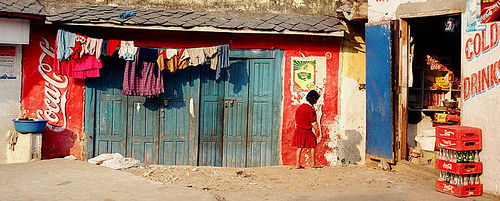
Coca-Cola in Nepal

De geschiedenis van Coca-Cola begint in 1885, toen de apotheker John Pemberton uit Atlanta een nieuw alcoholische drank bedacht. Pemberton was een veteraan uit de Amerikaanse Burgeroorlog, die in de oorlog gewond was geraakt en verslaafd geworden aan morfine. Als alternatief voor deze drug ontwikkelde hij een drank genaamd Pemberton's French Wine Coca. Naast alcohol zat hierin een extract uit de bladeren van de cocaplant, kolanoot (waar cafeïne in zit), een extract uit de damianabloem en coca-ethyleen. Dit laatste ingrediënt lijkt enigszins op cocaïne. Het recept was waarschijnlijk geïnspireerd op de destijds populaire alcoholische Vin Mariani. Een jaar later (1886) werd in Atlanta en het omliggende county, onder druk van de matigingsbeweging een verbod op alcoholische dranken uitgevaardigd. Pemberton maakte zijn product alcoholvrij en om de bittere smaak van de kolanoten te neutraliseren voegde hij er suikersiroop aan toe. Dit drankje werd in eerste instantie als patentmiddel (een soort officieus medicijn) verkocht in apotheken onder de naam Coca-Cola. Het werd verkocht in kruikjes en moest worden aangelengd met water. Pemberton gaf een interview in de krant waarin hij beweerde dat zijn drank hielp tegen allerlei kwalen. Toen men de siroop ging mengen met sodawater, met behulp van de soda fountains, ontstond de prikkelende drank met de kenmerkende colasmaak.
Het idee om de drank Coca-Cola te noemen komt van Pembertons zakenpartner Frank Robinson. De zwierige letters op de verpakking zijn ook van hem. Mogelijk was de naam geïnspireerd op een Spaanse drank genaamd Kola Coca. Pemberton had vier zakenpartners die de drank op de markt brachten. Deze samenwerking was niet gedocumenteerd en zou jarenlang tot juridische strijd leiden tussen de families van deze mensen. Pemberton was zelf wel eigenaar van het merk Coca-Cola waardoor hij altijd zeggenschap hield.
De eerste bottelarij werd in 1894 geopend in Vicksburg, Mississippi. In het begin was Coca-Cola enkel in karretjes langs de weg te koop, voor een nickel (5 dollarcent). De prijs van 5 cent werd meer dan zeventig jaar volgehouden. In 1886 kostte een glas vijf cent en later was het 5 cent per fles. Deze vaste prijs werd pas in 1959 losgelaten. Dit is opmerkelijk omdat er in die zeventig jaar inflatie is geweest, er twee wereldoorlogen waren en er tekorten zijn geweest op de ingrediënten. Ook wilde het bedrijf zelf graag haar prijzen verhogen. Er waren meerdere redenen voor deze vaste prijs. Het had te maken met een slecht onderhandeld contract voor het uitbaten van de soda fountains, de term "5 ct" was een vast onderdeel van de advertenties en omdat veel flesjes via verkoopautomaten die geen wisselgeld konden geven bleef de prijs lang in stand. Pas in de jaren vijftig werd de prijs onhoudbaar. De typische fles werd in 1915 ontworpen. De hoeveelheid cocaïne in de drank zou in een de loop van de jaren steeds meer worden afgebouwd en in 1930 helemaal verdwijnen.

### Coca-Cola inNederland
Tijdens de Olympische Spelen van 1928 was Coca-Cola voor het eerst in Nederland verkrijgbaar. Het eerste verkooppunt was een kraampje op het terrein van het Olympisch Stadion in Amsterdam.
In 1930 werd te Amsterdam de 'N.V. Nederlandse Coca-Cola Maatschappij' opgericht, waarmee deze merklimonade haar intrede deed op de Nederlandse markt. In eerste instantie was er een ander frisdrankmerk in Nederland, Noca Nola. Pas nadat Noca Nola was overgenomen door Coca-Cola (in 1937), was de gehele Nederlandse markt beschikbaar.
Tot 1940 waren er in Nederland twee fabrieken, in Rotterdam en in Amsterdam. De siroop voor het maken van de frisdrank kwam in vaatjes uit Amerika. De fabriek in Rotterdam werd in mei 1940 verwoest. In 1945 werd de 'N.V. Nederlandse Coca-Cola Maatschappij' opgevolgd door 'The Coca-Cola Export Corporation (Holland Branch)'. In 1951 opende de NV Bottelo aan de Van Deventerstraat te Schiedam een nieuwe bottelinrichting. Sinds het jaar 2000 staat de enige Nederlandse fabriek van Coca-Cola in Dongen. Die is een erfenis van de familie Van Tuijn. Hubertus van Tuijn kwam in 1897 naar Dongen om bier te brouwen. Zoon Harry bekwaamde zich in het maken van limonade (Perla) en kleinzoon Hein maakte het familiebedrijf groot met de limonade Exota gazeuse. In 1949 haalde Hein de licentie voor de productie van Coca-Cola uit Amerika. In de jaren vijftig maakte hij in de fabriek op de Wildert Exota en Coca-Cola, gebotteld in flessen van zijn eigen glasfabriek (nu Ardagh).
Het hoofdkantoor van Coca-Cola Nederland en Coca-Cola Enterprises Nederland is gevestigd in Rotterdam.

### Coca-Cola inBelgië

#### Twee verschillende ondernemingen
In 1927 kwam de frisdrank Coca-Cola voor het eerst naar België, als derde land in Europa, na Frankrijk en Spanje. 
In België zijn twee verschillende ondernemingen actief onder het logo van Coca-Cola. Coca-Cola Services maakt deel uit van The Coca-Cola Company en werkt zo mee aan de wereldwijde merk-marketing (inclusief sponsoring) enerzijds en de productie en verkoop van de siroop die aan de basis ligt van de drankjes anderzijds.
Daarnaast is in België een bottelaar actief (Coca-Cola European Partners Belgium) die zich toespitst op de productie en verkoop van het afgewerkt product: de blikjes, flesjes enz. De bottelaar koopt dus de siroop van Coca-Cola Services, voegt water en CO2 toe en verkoopt die dan via diverse distributiekanalen aan de eindgebruiker. Coca-Cola European Partners, voor 19% eigendom van The Coca-Cola Company, is actief in dertien Europese landen. In het begin van het millennium behoorde de Belgische bottel-activiteit nog tot een dochteronderneming van The Coca-Cola Company die actief was in een deel van West-Europa en Noord-Amerika.
Zowel Coca-Cola Services als Coca-Cola European Partners hebben hun Belgisch hoofdkantoor in Anderlecht.

#### Geschiedenis
De eerste Coca-Cola-bottelarij werd geopend in Sint-Truiden. Vanaf 1946 waren de families Meurice en Grené de eerste filiaalhouders en verdelers. Op 1 april 1947 werd de Limburgse Moderne Bottelarij (Limobo) opgericht door de families aan de Tiensesteenweg. Pas in 1949 was de fabriek klaar voor productie en begonnen zij met het bottelen van cola in de Spoorwegstraat. In 1952 verhuisde deze fabriek naar de Gazometerstraat. Daar zou ze blijven bestaan tot 1974. De volledige onderneming is toen verhuisd naar het industrieterrein in Hasselt.
In Antwerpen is het bezoekerscentrum Coca-Cola Visitors Center te vinden. Door middel van rondleidingen wordt uitleg gegeven over de geschiedenis van Coca-Cola en Coca-Cola Belgium.
In Anderlecht is het Coca-Cola Service Center gehuisvest. Dit is op wereldniveau het op een na grootste innovatiecentrum van Coca-Cola. Zij verzorgen de communicatie en marketing.
In totaal zijn er zeven vestigingen in België. Een achtste vestiging in Luxemburg maakt ook deel uit van Coca-Cola Belgium. De vestigingen zijn te vinden in Anderlecht, Gent, Antwerpen, Londerzeel, Hasselt, Heppignies, Chaudfontaine en Howald (Luxemburg).
Door centralisatie en reorganisatie zijn heel wat filialen en fabrieken verdwenen. Zo waren er vroeger ook fabrieken in Sint-Denijs-Westrem, Roeselare en Sint-Truiden. In Oostkamp was een distributie- en salescenter.

## Cola-oorlog
Pepsi, eveneens in Atlanta ontstaan, is een geduchte concurrent van Coca-Cola. Oorspronkelijk werd Pepsi-cola als drank voor de onderklasse gezien maar in de loop van de jaren zouden de twee in een zware marketingstrijd terecht komen met het hoogtepunt in de jaren 1980-1989. Dit werd de Cola-oorlog genoemd. In 1985 veranderde de The Coca-Cola Company na bijna een eeuw haar werkwijze. Met veel gedruis werd de "New Coke" gepresenteerd als opvolger van de cola waarmee de Amerikanen waren opgegroeid. Ondanks dat uit consumentenonderzoek bleek dat de nieuwe smaak beter aansloeg bleek men te weinig rekening gehouden met de nostalgische gevoelens van de consumenten. Het werd een mislukking. De mislukking wordt deels toegeschreven aan de reactie van concurrent Pepsi, die zich na de presentatie van New Coke met veel bombarie had uitgeroepen tot overwinnaar in de oorlog. Na korte tijd werd het originele product opnieuw op de markt gebracht, eerst als "Coca-Cola Classic". New Coke zou na verloop van tijd uit de schappen verdwijnen.

## Fles
De oorspronkelijke ontwerpopdracht voor de colafles specificeerde dat de fles zelfs in het donker herkend moest kunnen worden, en tevens dat een gebroken fles nog steeds als een colafles herkenbaar moest zijn. De opdracht werd toegewezen aan The Root Glass Company in Terre Haute, Indiana. De fles werd in 1915 door de glasblazer Earl R. Dean ontworpen en op 16 november 1915 werd het ontwerp gepatenteerd op naam van zijn chef, Alexander Samuelson.
Dean bestudeerde de vorm van kolanoten en cocabladeren, de ingrediënten van Coca-Cola, met de bedoeling de vorm van de fles daarop te baseren. In de Encyclopædia Britannica stuitte hij op een afbeelding van een cacaopeul, die de rondingen en vormen had die hij beter voor zijn doel geschikt achtte dan die van kolanoot of cocaplant. Hij nam van de cacaopeul de karakteristieke bolvorm over, evenals de verticale groeven.

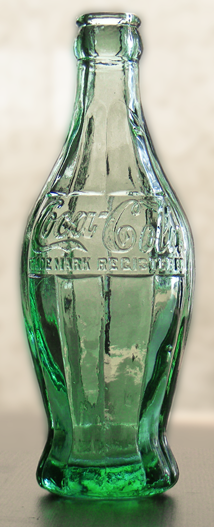
Het oorspronkelijke ontwerp uit 1915. Dit ontwerp bleek echter niet praktisch omdat het midden breder is dan de onderkant van de fles en deze daardoor instabiel zou zijn op de lopende band.
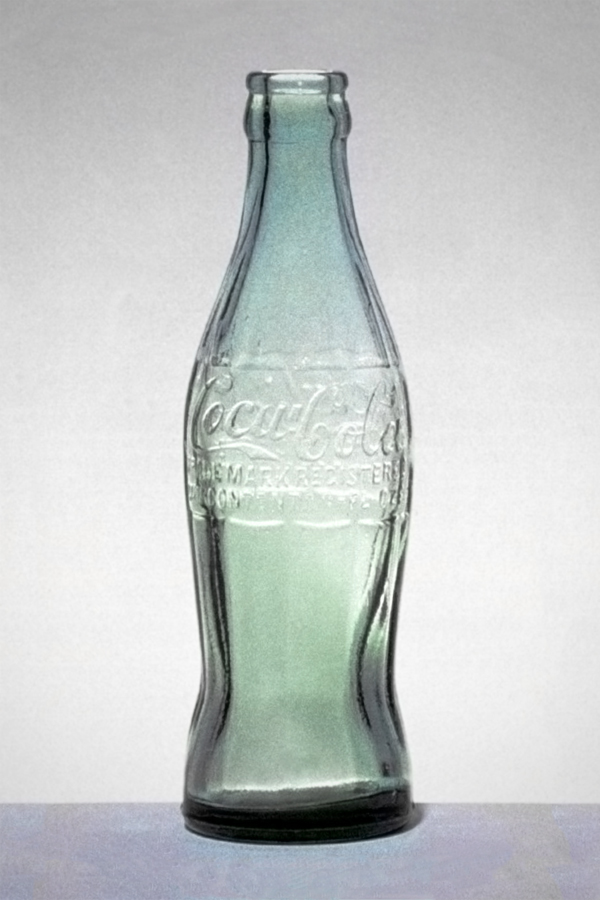
Het uiteindelijke ontwerp dat in gebruik werd genomen.
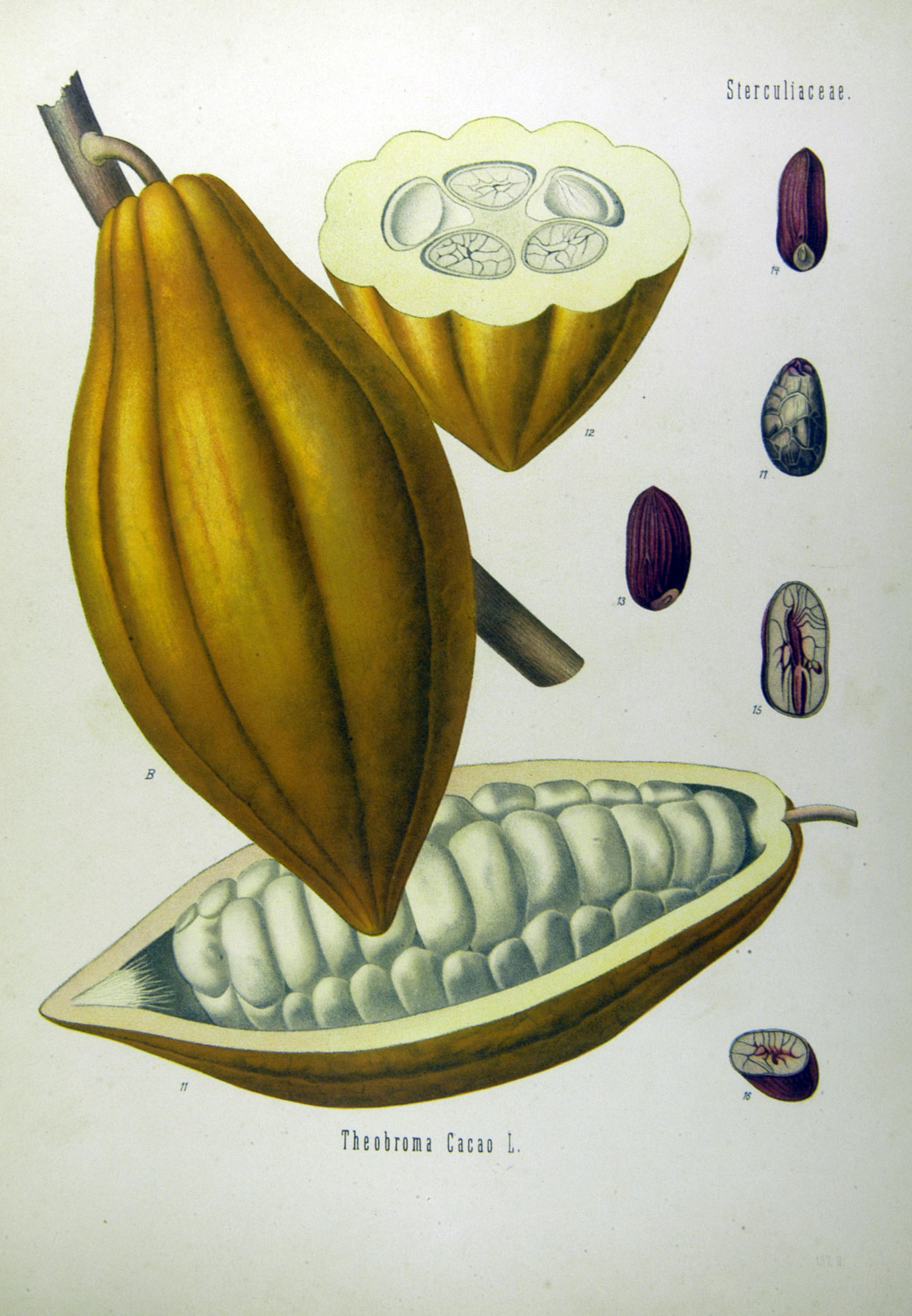
Cacaopeul
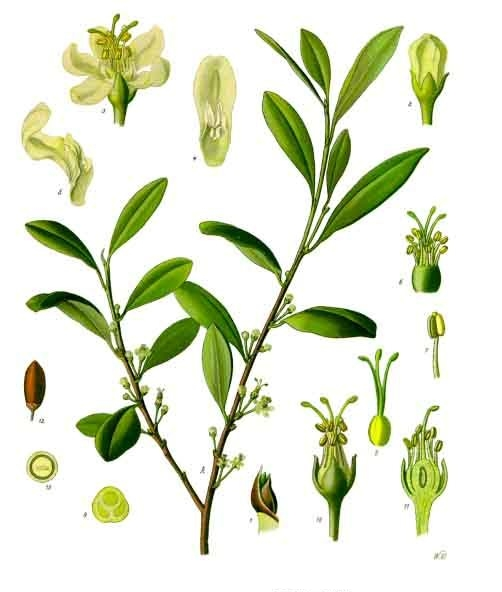
Cocaplant
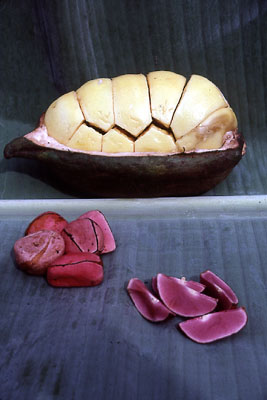
Kolanoten (onder), daarboven de geopende vrucht
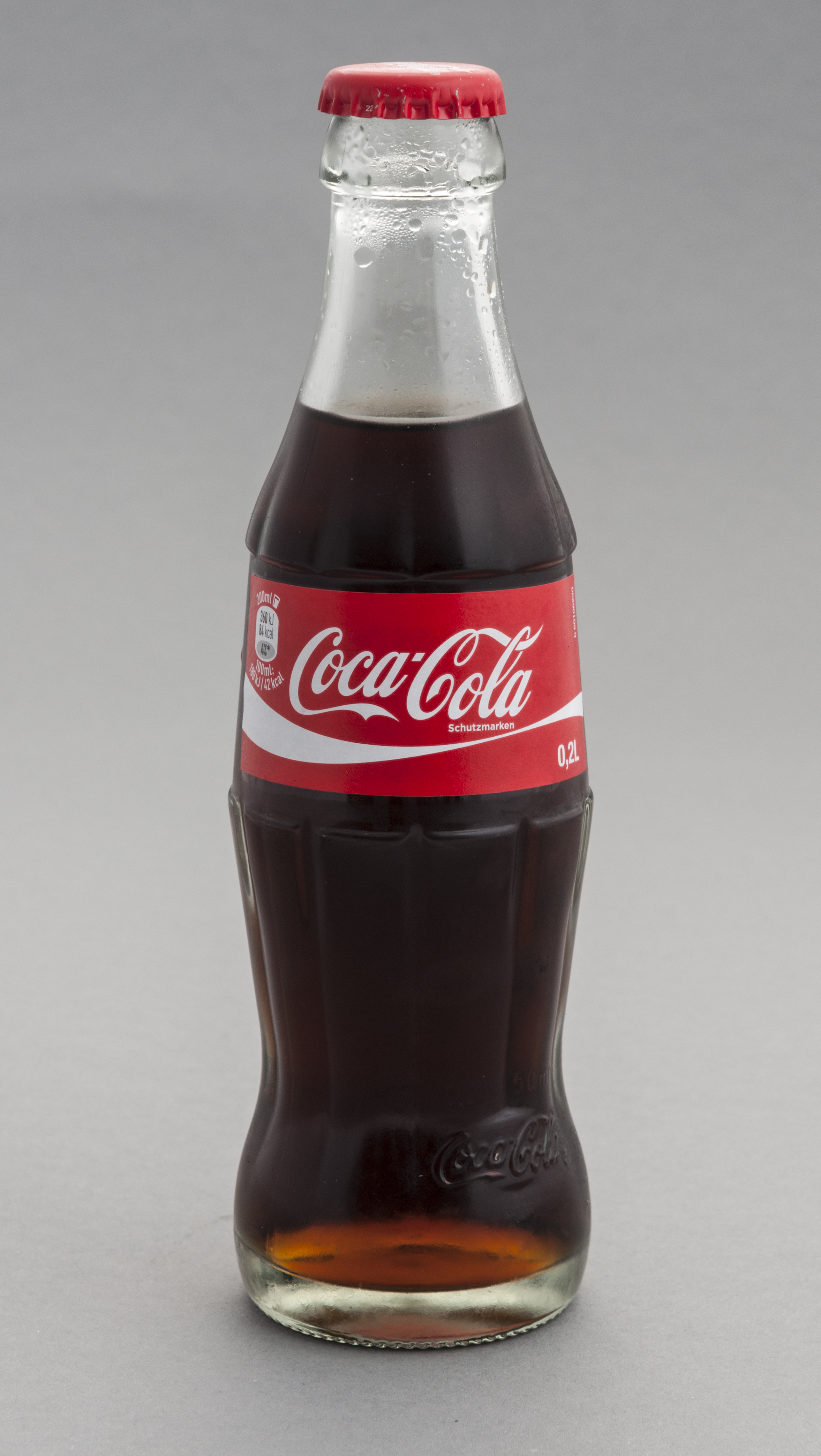
Modern flesje
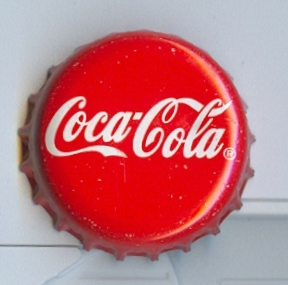
Coca-Colakroonkurk
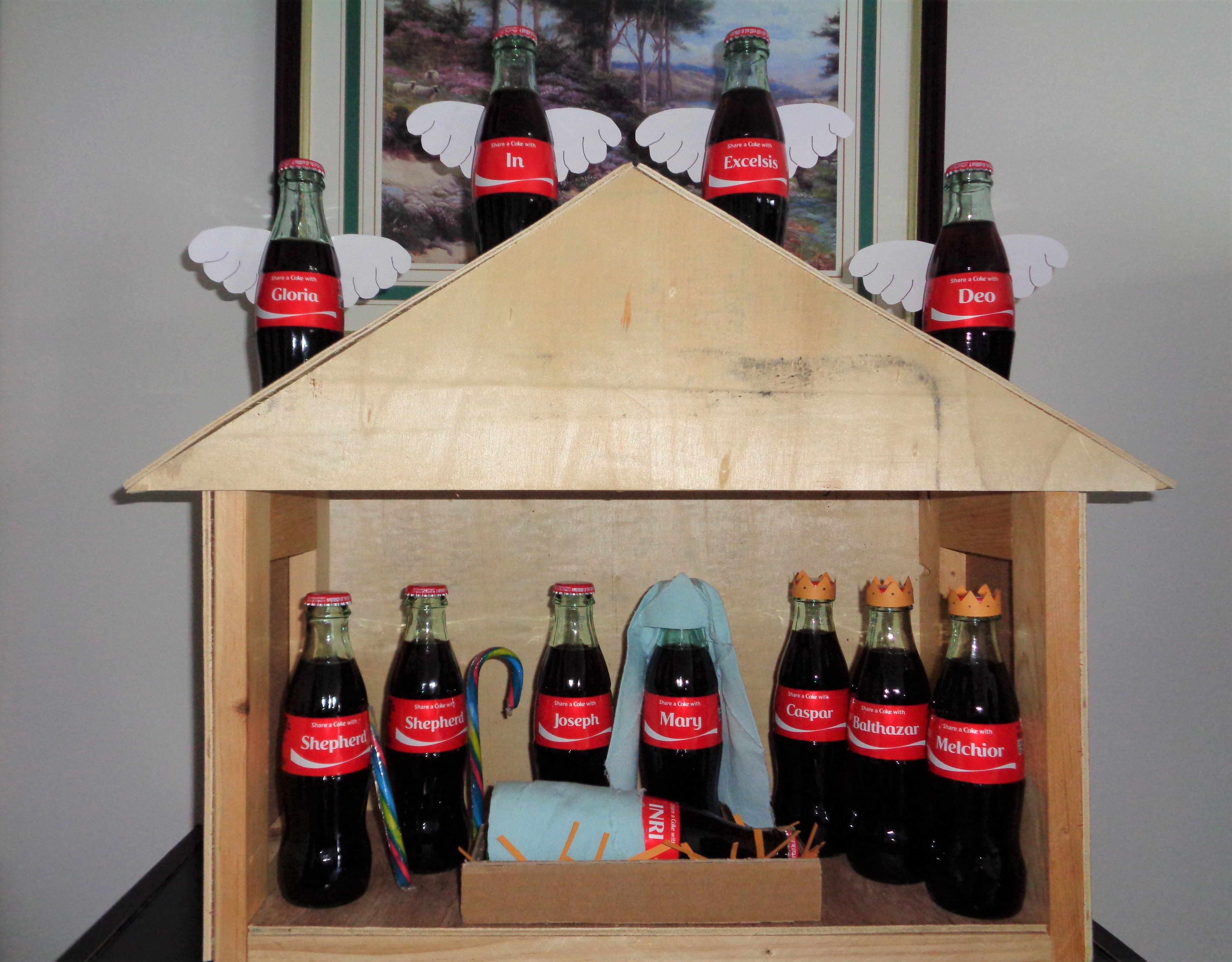
Een kerststal gemaakt met gepersonaliseerde Coca-Cola-flessen

Coca-Cola heeft ook de herkenbare flesvorm geregistreerd als handelsmerk in 1960. De blikjes verschenen voor het eerst in 1955. Het logo op het blikje werd aangepast. Het staartje dat door het logo heen gaat was voorheen een boog, en nu heeft het de vorm gekregen van het flesje.

## Ingrediënten

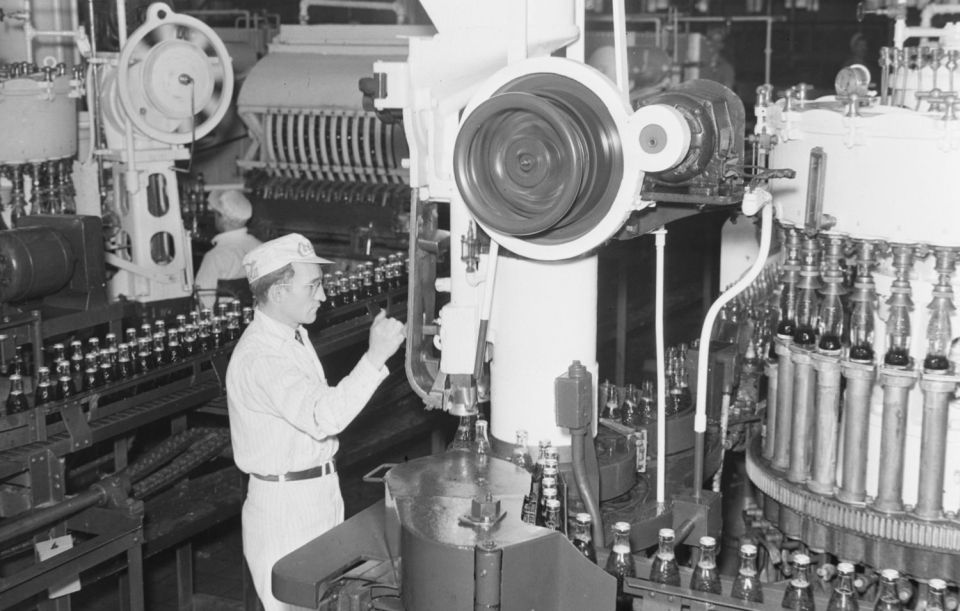
Coca-Colafabriek. 8 januari 1941, Montreal, Canada.

De naam Coca-Cola is afkomstig van de cocaplant voor het stimulerende effect en kolanoten voor de smaak. De samenstelling van Coca-Cola is geheim, maar in elk geval bestaat het uit:
- koolzuurhoudend water voor de prik maar ook als conserveringsmiddel en smaakversterker.[6]
- fructosestroop[7] of sacharose als zoetstof.[8] Het etiket vermeldt in het eerste geval alleen "suikers", 10,6 gram per 100 ml.
- E338: fosforzuur als smaakversterker en conserveringsmiddel.[9][10][11]
- E150d: Sulfiet-ammoniakkaramel als kleurstof; dit geeft de frisdrank zijn karakteristieke bruine kleur.[9][12] Mensen die allergisch zijn voor sulfiet kunnen dan ook lichamelijke klachten ondervinden na het drinken van Coca-Cola.[bron?]
- cafeïne, 0,1 gram per liter.[9][13]
- arabische gom.[14]
- kolanoten. Kolanoten zijn een belangrijke bron van cafeïne.[15][16] Vanaf 1905 werd de hoeveelheid cafeïne verminderd. Het cafeïnegehalte is nu beduidend minder dan dat van koffie en thee. Er bestaat ook een variant geheel zonder: cafeïnevrije cola.
- cocabladeren: Er wordt gebruikgemaakt van Peruaanse cocabladeren na extractie van de cocaïne.[16][17] Voor The Coca-Cola Company is een uitzondering onderhandeld op het VN-handelsverbod op de handel in cocabladeren.[18] De geëxtraheerde cocaïne wordt dan doorverkocht voor gebruik als lokaal anestheticum door KNO-artsen.[19] Hoewel Coca-Cola de aanwezigheid van gedecocaïniseerde cocabladeren vermeldt op hun website, weigeren woordvoerders bij navraag commentaar te leveren op de aanwezigheid van gedecocaïniseerde cocabladeren in Coca-Cola.[18][20] Tot 1905 werden de bladeren niet gedecocaïniseerd, en bevatte Coca-Cola dus cocaïne.[15] Pemberton nam dit idee over van het Franse drankje Vin Mariani, dat eveneens coca-extract bevatte.

Cola wordt gekleurd met karamel. Bij de productie van de karamel, waarbij sulfieten en ammoniak worden gebruikt, komt 4-methylimidazool (4-MEI) vrij. Dit is een van de stoffen die ontstaan bij het bakken of roosteren van voedsel. Volgens Amerikaans onderzoek zou het bij muizen en ratten kankerverwekkend zijn.
Om de hoeveelheid binnen te krijgen waarvan de knaagdieren ziek werden, zou men volgens de Amerikaanse keuringsdienst FDA dagelijks meer dan 1000 blikjes cola moeten drinken. De Amerikaanse staat Californië heeft desondanks de fabrikanten van cola verplicht een gezondheidswaarschuwing op de blikjes te zetten. Om dat te voorkomen heeft The Coca-Cola Company in maart 2012 zijn fabrikanten gevraagd de hoeveelheid 4-MEI te verlagen. Ook concurrent Pepsi heeft dat gedaan.

### Geheim ingrediënt
Coca-Cola zou een geheim ingrediënt bevatten. Volgens de legende weet niemand, uitgezonderd een heel beperkte groep mensen, welk bestanddeel dit is. Er wordt ook gezegd dat dit de reden is waarom andere fabrikanten de smaak van Coca-Cola niet volledig kunnen kopiëren. Diverse bronnen vermelden dat, in elk geval in de oude Coca-Colarecepten,
dit bestanddeel bestond uit een mengsel van alcohol, sinaasappelolie, limoenolie, muskaatolie, korianderolie, kaneelolie en oranjebloesemolie. Doordat de concentratie van etherische oliën voor de voedingsmiddelenindustrie de afgelopen eeuw sterk is toegenomen, is de exacte mengverhouding zoals deze tegenwoordig mogelijk wordt toegepast onbekend.
Op 11 februari 2011 berichtte het Amerikaanse radioprogramma This American Life dat het geheime recept voor Coca-Cola mogelijk te zien was op een foto in het Amerikaanse dagblad The Atlanta Journal-Constitution van 18 februari 1979. De foto toonde een met de hand geschreven recept in het opengeslagen notitieboekje van Pembertons beste vriend, apotheker R.R. Evans, in 1979 in bezit van apotheker Everett Beal, dat mogelijk het originele recept was. Coca-Cola ontkende echter dat het geheim hiermee was uitgelekt.

### Zuurgraad
Coca-Cola is zeer zuur, met een pH-waarde van ongeveer 2,6.
Door de toevoeging van veel suiker wordt dit voor de menselijke smaak gemaskeerd. Deze hoge zuurtegraad heeft een negatieve invloed op het tandglazuur.

## Mythes over Coca-Cola

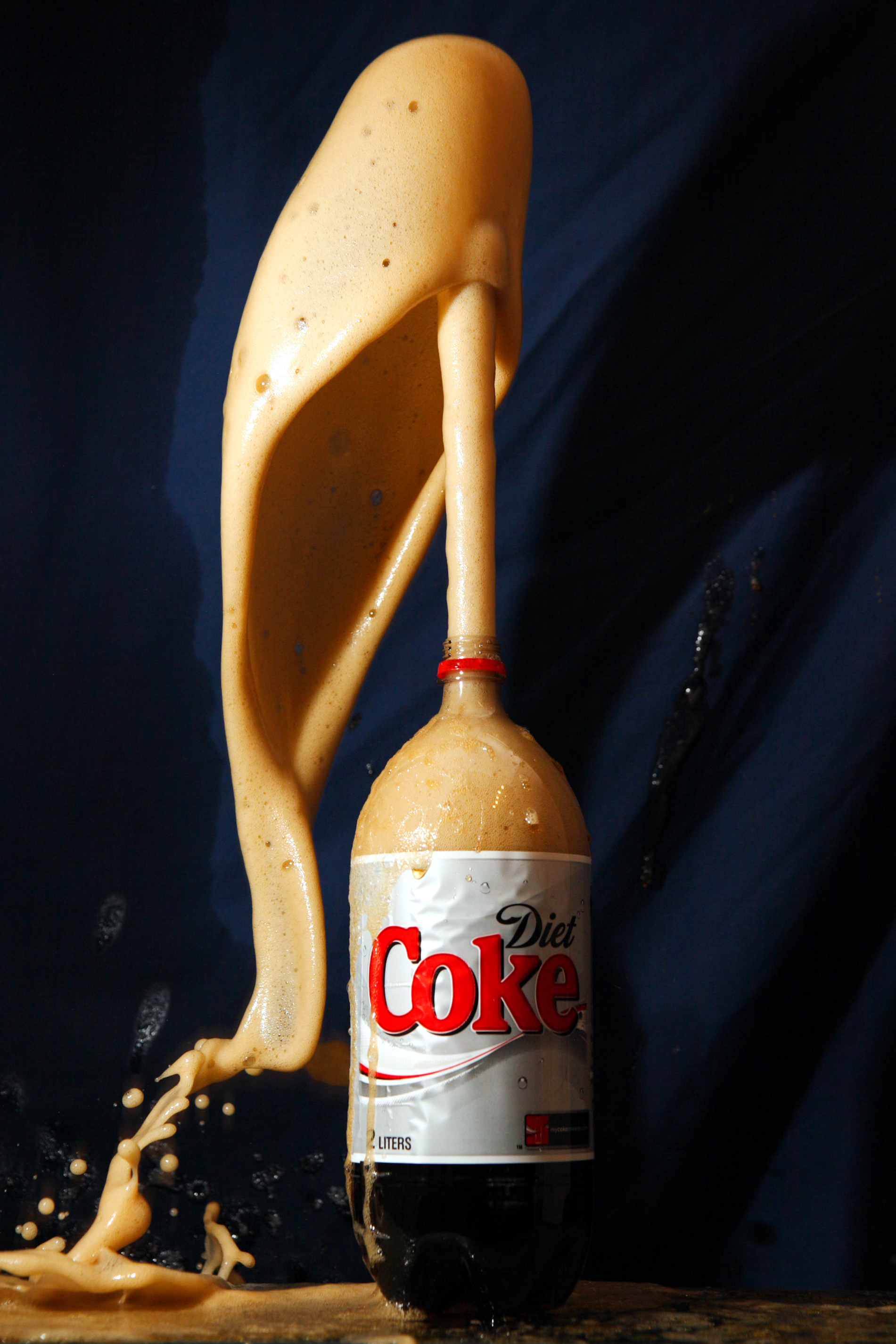
Cola light en Mentos

Rond Coca-Cola zijn veel verhalen in omloop gekomen, voornamelijk broodjeaapverhalen. Een aantal van deze broodjeaapverhalen zijn:
- Coca-Cola zou vlekken op kleding op kunnen lossen (ook bloedvlekken verwijderen).
- Coca-Cola zou donker haar blond maken.
- Coca-Cola light (in veel landen Diet Coke genoemd) zou een probaat middel tegen diarree of misselijkheid zijn.
- Eens zou een man in de fabriek in een ketel vol Coca-Cola gevallen zijn en werd slechts zijn gebit teruggevonden, hij zou volledig zijn opgelost.
- Coca-Cola waaraan men een aspirientje heeft toegevoegd, zou een krachtig afrodisiacum zijn. Volgens een andere lezing zou de combinatie geen afrodisiacum zijn, maar wordt iemand die het consumeert gek of hyperactief.
- Coca-Cola zou de Kerstman bedacht hebben (Vadertje Vorst bestond al langer, maar Coca-Cola is verantwoordelijk voor de huidige vorm (combinatie van bisschop met pelsjager uiterlijk), naam (Santa Claus, geleend van Sinterklaas) en kleur van de kleding (oorspronkelijk wit, nu Coca-Cola rood)).
- Als men een verroeste nagel (spijker) in een kom met Coca-Cola legt wordt deze na een paar minuten weer schoon.

De televisieserie MythBusters onderzocht gedurende het eerste seizoen een aantal mythes over de werking van Coca-Cola.

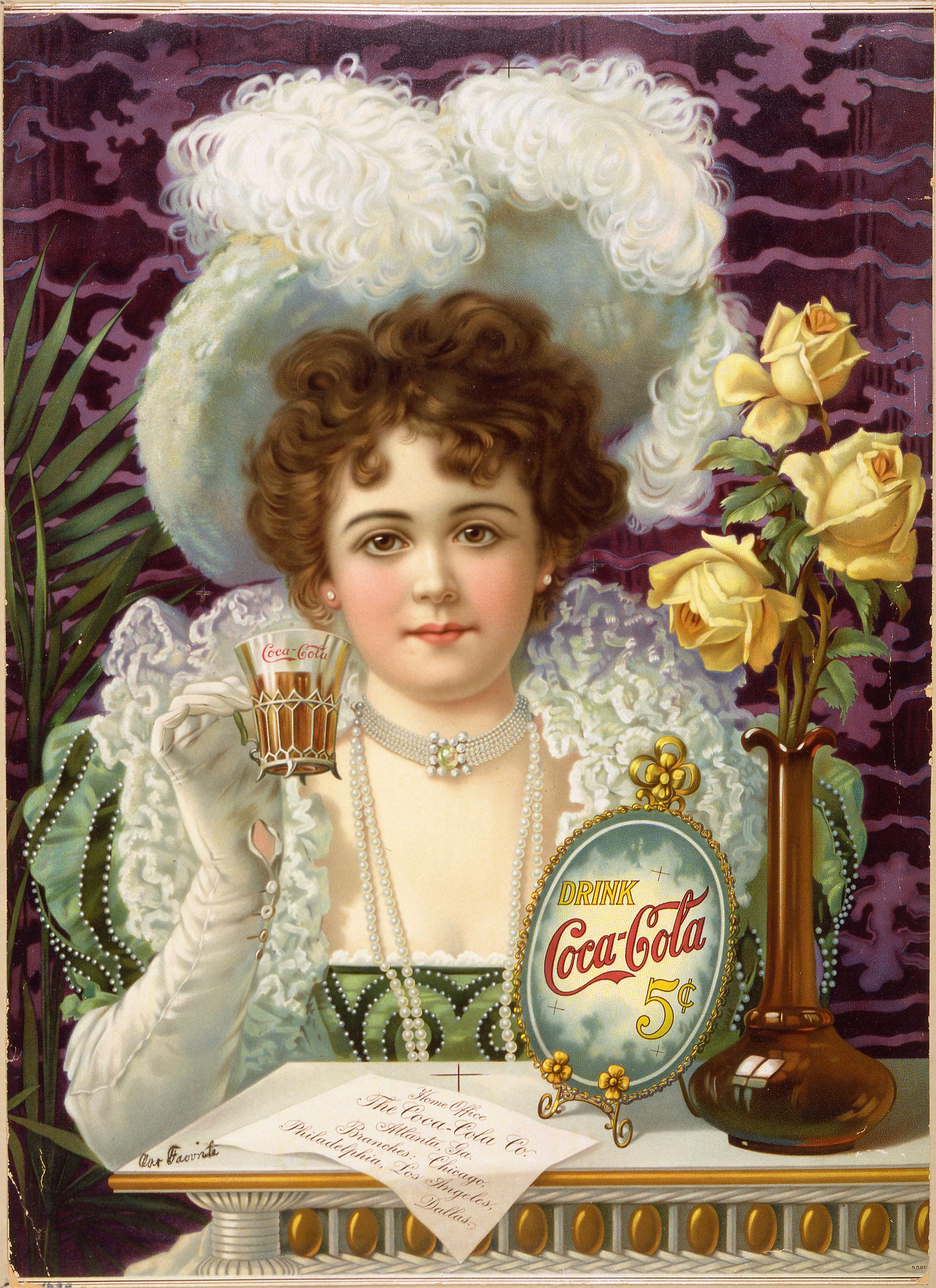
Reclame uit 1894

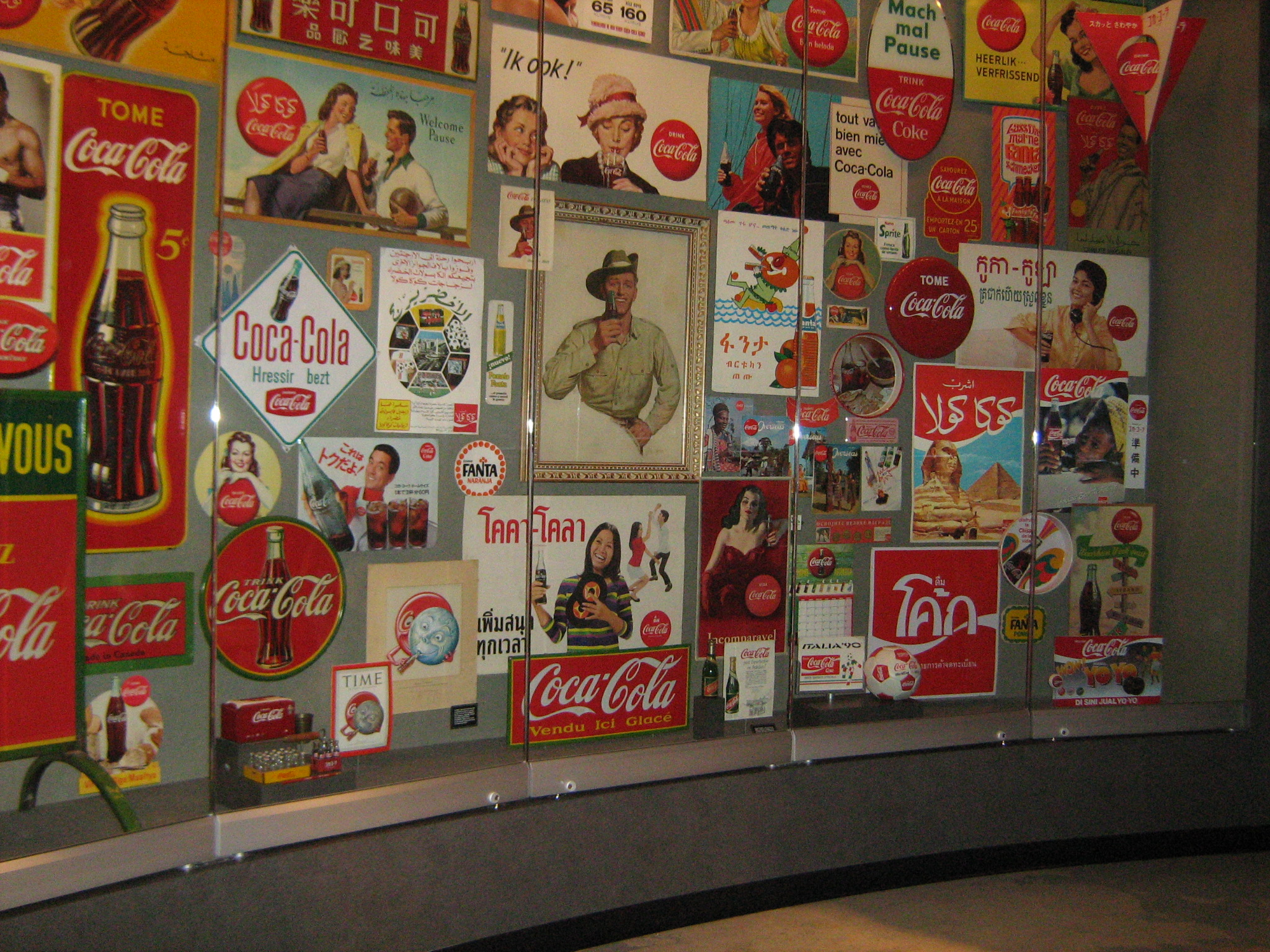
Tentoonstelling met Coca-Cola artikelen

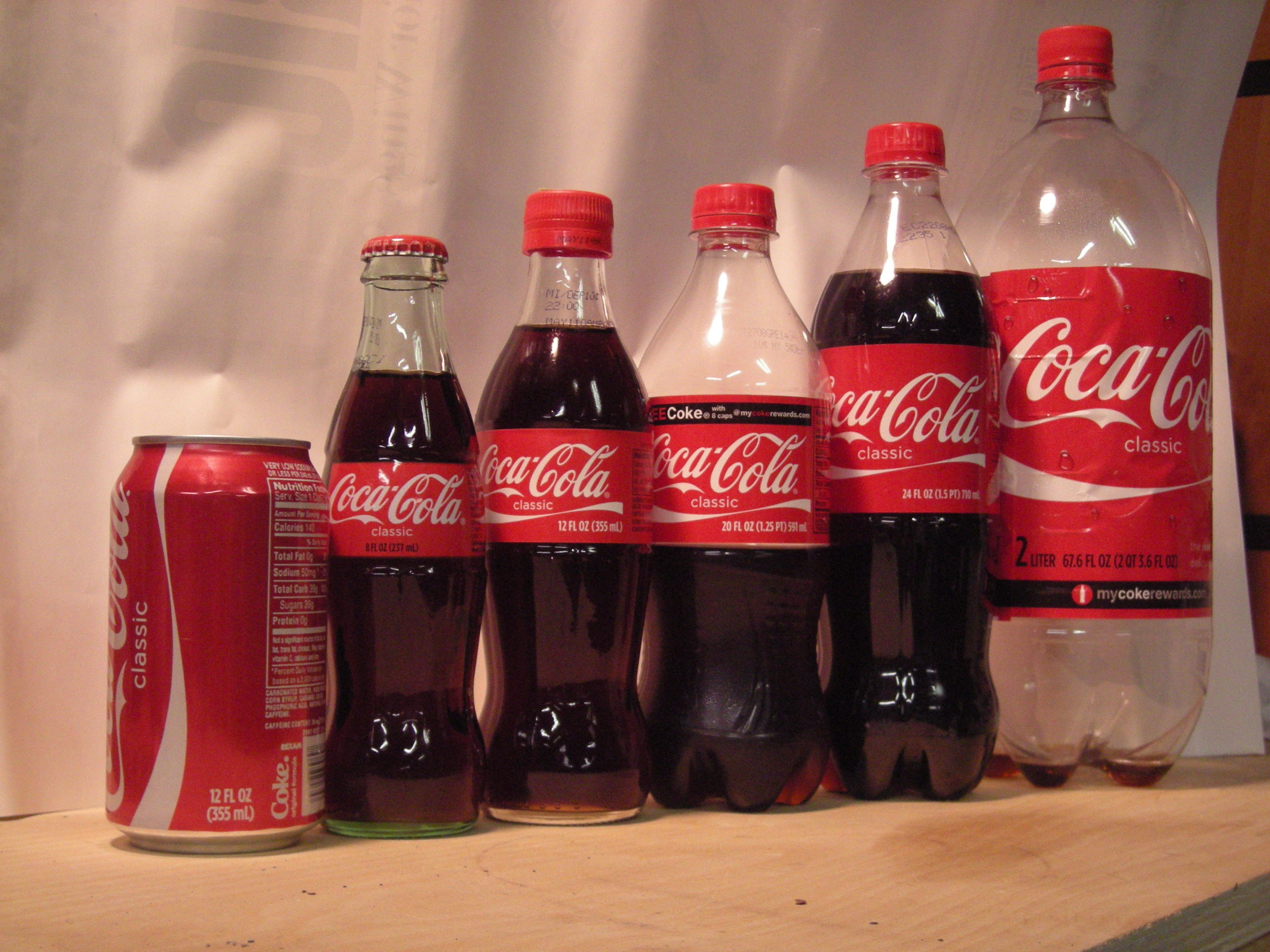
Amerikaans blikje en flessen

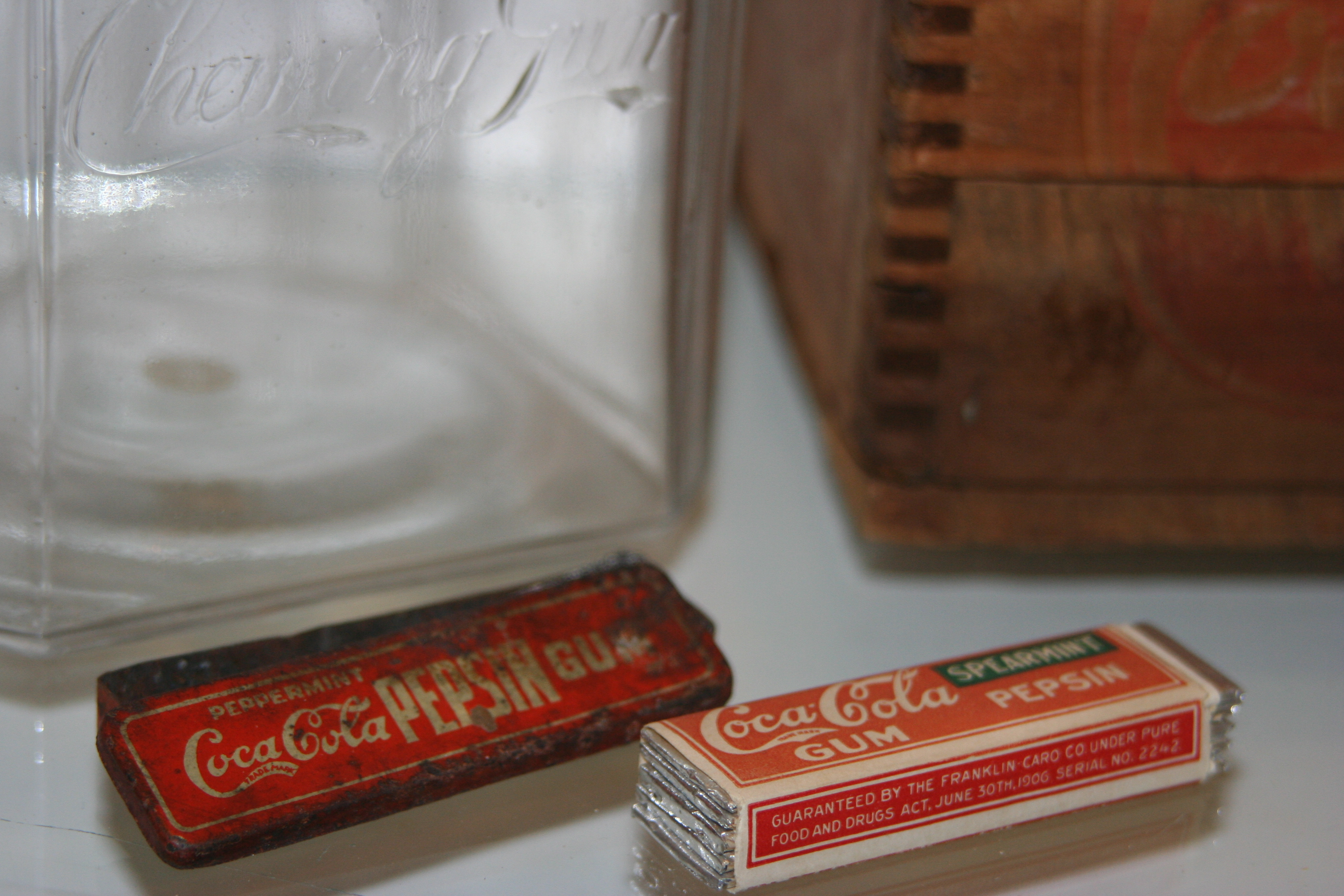
Coca-Cola-kauwgom

## Soorten Coca-Cola
| Naam                               | Verkocht sinds | Verkoop stopt | Bijzonderheden |
| ---------------------------------- | -------------- | ------------- | --- |
| Coca-Cola classic / original taste | 1886           |               | Overal in de wereld verkrijgbaar. |
| Coca-Cola light                    | 1983           |               | Overal in de wereld verkrijgbaar, behalve in Noord-Korea. |
| Caffeine-Free Coca-Cola            | 1984           |               | Overal in de wereld verkrijgbaar, behalve in Birma, Noord-Korea en Cuba. |
| Coca-Cola Cherry                   | 1985           |               | Verkrijgbaar in 36 landen |
| Coca-Cola Lemon                    | 2001           | 2005          | Nog steeds verkrijgbaar in: Afghanistan, Amerikaans-Samoa, Oostenrijk, Australië, België, Brazilië, China, Denemarken, Bosnië en Herzegovina, Finland, Frankrijk, Duitsland, Hongkong, IJsland, Zuid-Korea, Luxemburg, Macau, Maleisië, Mongolië, Nederland, Noorwegen, Réunion, Roemenië, Singapore, Zuid-Afrika, Spanje, Zwitserland, Taiwan, Tunesië, Verenigd Koninkrijk, Verenigde Staten, Westelijke Jordaanoever en de Gazastrook. |
| Coca-Cola Vanilla                  | 2002           |               | Nog verkrijgbaar in: Verenigde Staten, Oostenrijk, Australië, China, Duitsland, Nederland, Zwitserland, Hongkong, Zuid-Afrika, Maleisië, Zweden, Frankrijk, België en Rusland. |
| Coca-Cola C2                       | 2004           | 2007          | Was alleen verkrijgbaar in Japan, Canada en de Verenigde Staten. |
| Coca-Cola Lime                     | 2005           |               | Alleen verkrijgbaar in België, Nederland, Singapore en Frankrijk. |
| Coca-Cola Raspberry                | 2000           | eind 2005     | Alleen verkrijgbaar in Nieuw-Zeeland. |
| Coca-Cola Zero                     | 2005           |               | Overal in de wereld verkrijgbaar, behalve in Myanmar, Noord-Korea en Cuba. |
| Coca-Cola M5                       | 2005           |               | Alleen verkrijgbaar in Italië, Duitsland, Mexico, Brazilië, Spanje en in Bosnië en Herzegovina. |
| Coca-Cola Blāk Cherry Vanilla      | 2006           | midden 2007   | Vervangen door Vanilla Coke. |
| Coca-Cola Citra                    | 2006           |               | Alleen verkrijgbaar in Bosnië-Herzegovina, Japan en Nieuw-Zeeland. |
| Coca-Cola Blāk                     | 2006           | 2008          | Alleen verkrijgbaar in Frankrijk, Tsjechië, Verenigde Staten en Canada. |
| Coca-Cola light Sango              | 2006           |               | Alleen verkrijgbaar in Frankrijk en België. |
| Coca-Cola Orange                   | 2007           |               | Alleen verkrijgbaar in Gibraltar en Verenigd Koninkrijk. |
| Coca-Cola light plus               | 2008           |               | Verkrijgbaar in verschillende smaken. |
| Coca-Cola Zero Caffeine Free       | 2010           |               | Ook verkrijgbaar in Nederland en België. |
| Coca-Cola Life                     | 2013           |               | Verkrijgbaar in Argentinië, sinds januari 2015 ook in Nederland en België. |
| Coca-Cola Zero Sugar               | 2016           |               | Vervangt Coca-Cola Zero. |